# Alexandre Benois
Alexandre Benois, ursprungligen Alexandre Nikolayevich Benois, den 3 maj 1870 i Sankt Petersburg, död den 9 februari 1960 i Paris, var rysk målare, konsthistoriker och scendekoratör. I reaktion mot den naturalistiska ryska konsten grundade han 1899 Mir Iskusstva-rörelsen (”Konstens värld”) . Som teaterdekoratör samarbetade han bland annat med Diaghilev och Ryska baletten i Paris. Ett intryck av 1700-tal visar sig ofta i såväl scenbilderna som i hans graciösa akvareller.

## Biografi
Alexandre Benois föddes i den konstnärliga och intellektuella familjen Benois, som var betydande medlemmar av 1800-talets och det tidiga 1900-talets ryska intelligentia. Hans far Nicholas Benois var en betydande rysk arkitekt. Utan planer på någon konstnärlig karriär tog Benois examen vid juridiska fakulteten på universitet i St. Petersburg 1894.
Tre år senare vid ett besök i Versailles målade Benois en serie akvareller, vilka beskrev Louis XIV:s sista promenader. När dessa ställdes ut 1897 av Pavel Tretyakov, uppmärksammades de av Sergei Diaghilev och målaren Leon Bakst. De tre tillsammans grundade tidskriften och rörelse Mir Iskusstva, som propagerade för den nya konsten i Ryssland.
Under 1900-talets första årtionde fortsatte Benois att ge ut Mir Iskusstva, men fortsatte också att utveckla sin konstnärliga förmåga. År 1903 utförde Benois illustrationer till Aleksandr Pusjkins dikter, ett arbete som därefter setts som ett landmärke för genren. År 1901 utsågs Benois till konstnärlig ledare vid Mariinskyteatern i St. Petersburg, som var spelplats för den Ryska baletten. Efter det ägnade han sin mesta tid åt scenutformning och dekoration.

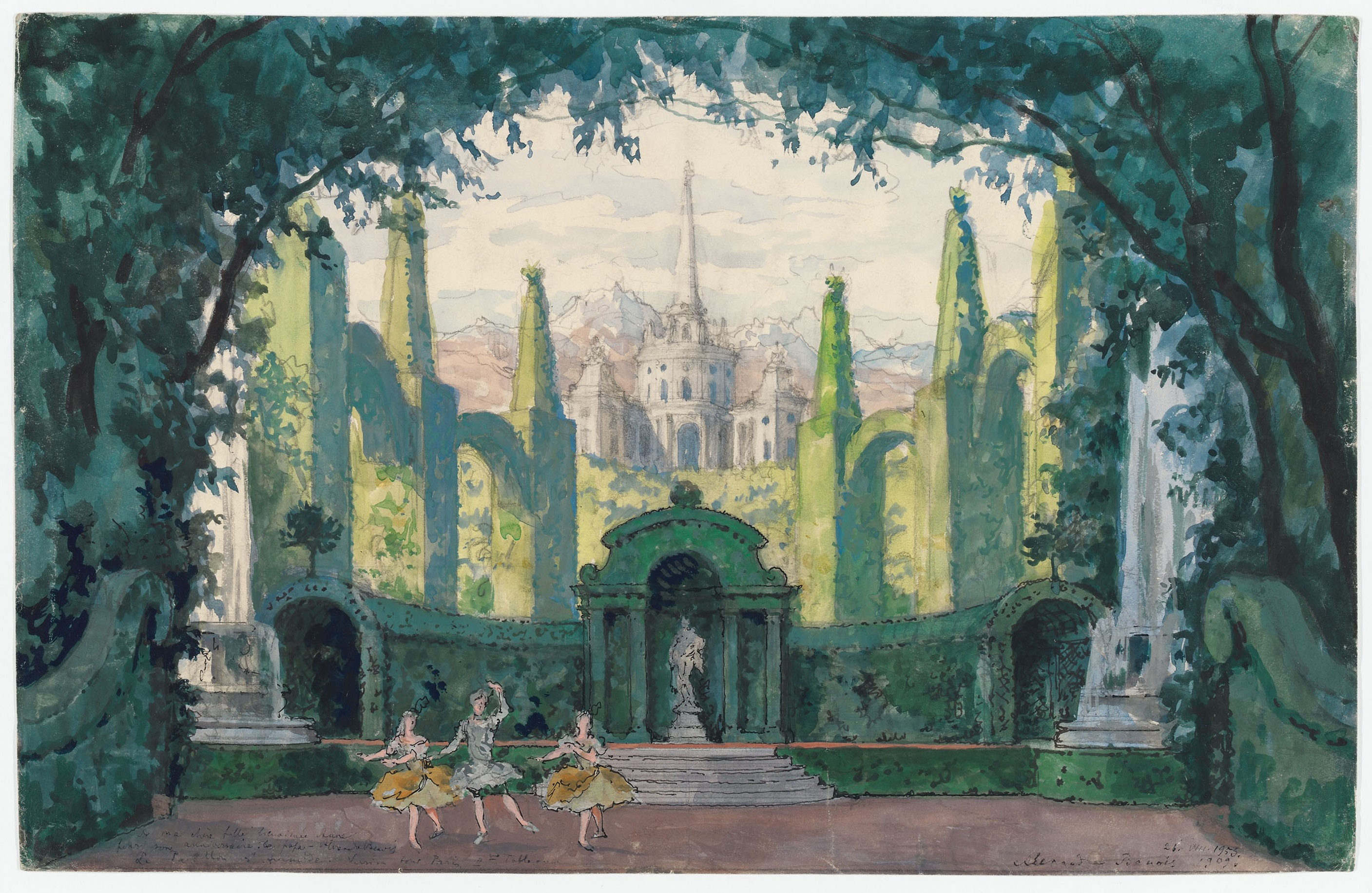
Benois's set design for Pavillon d'Armide, Ballets Russes, 1909

Under dessa år utförde han ett banbrytande arbete för baletten som grundats av Diaghilev. Hans uppsättningar av scendekor och kostymer för produktionen av Sylfiderna (1909), Giselle (1910) och Petrusjka (1911), räknas till hans största framgångar.
Efter att ha överlevt den ryska revolutionen 1917 fick Benois uppmärksamhet för sitt kunnande och blev utsedd till intendent för avdelningen för klassisk konst vid Eremitaget i Leningrad, där han tjänstgjorde från 1918 till 1926.
Efter 1928 var Benois bosatt i Paris och han publicerade sina memoarer i två band 1955.